# Woman's Medical College of Pennsylvania

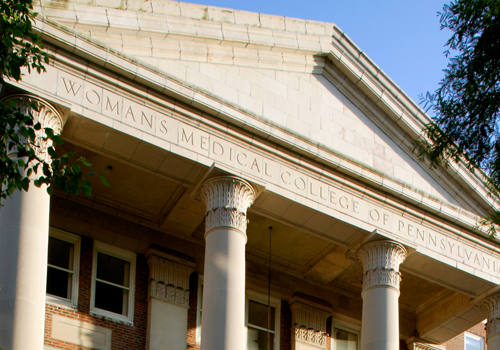
Voorgevel van het Woman's Medical College of Pennsylvania

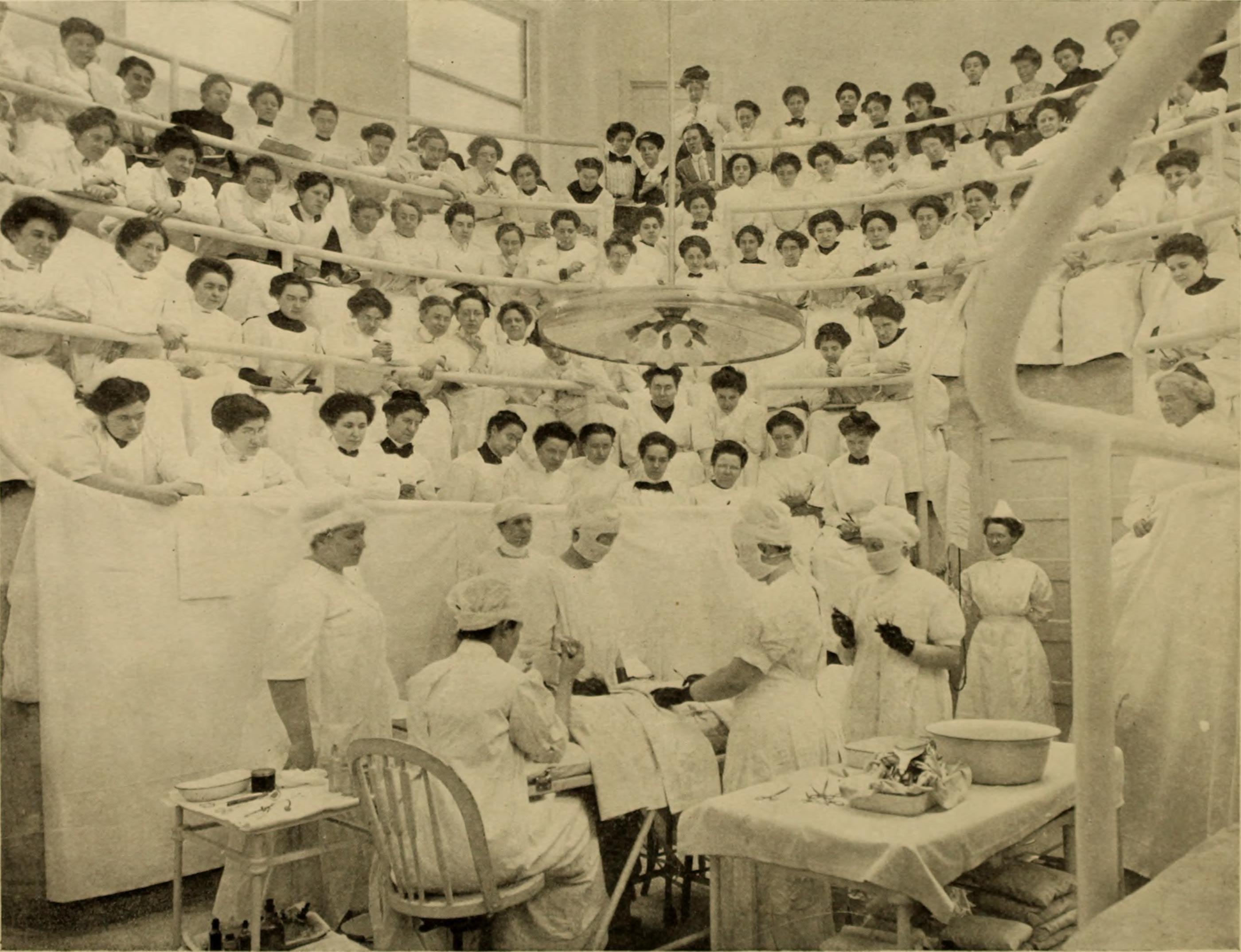
Het amfitheater in het Woman's Medical College of Pennsylvania

Het Woman's Medical College of Pennsylvania (WMCP), opgericht in 1850, is het tweede medische opleidingsinstituut ter wereld dat werd opgericht om vrouwen op te leiden in de geneeskunde en hen af te laten studeren als arts. Het instituut werd in 1970 hernoemd tot The Medical College of Pennsylvania (MCP) nadat ook mannen aan de universiteit mochten studeren.
Oorspronkelijk heette het WMCP ''The Female Medical College of Pennsylvania''; het veranderde in 1867 de naam naar ''Woman's medical Collega of Pennsylvania''. Het bijbehorende ''Women's Hospital of Philadelphia'' werd in 1861 opgericht.
Het New England Female Medical College was in 1848 (twee jaar voor het WMCP) opgericht en was het allereerste opleidingsinstituut in de wereld waar vrouwen een geneeskundestudie konden volgen.
In de jaren twintig bouwde het Women's Medical College een nieuwe campus in East Falls waar het onderwijs en de klinische zorg in een ziekenhuis in een faciliteit werd gecombineerd. Dit was het eerste daadwerkelijke ziekenhuis in de Verenigde Staten. In 1993 fuseerden de universiteit en het ziekenhuis met de Hahnemann Medical School. In 2003 fuseerden beide universiteiten met de Drexel University College of Medicine.

## Bekende alumnae van het WMCP
- Ruth Bleier, neurofysioloog, activist en feminist
- Rebecca Cole, de tweede Afro-Amerikaanse vrouwelijke arts in de VS
- Rita Sapiro Finkler (geboren in Oekraïne), endocrinoloog, gynaecoloog en kinderarts
- Eliza Ann Grier, de eerste Afro-Amerikaanse vrouwelijke arts in Georgia
- Anandi Gopal Joshi, eerste vrouwelijke Indiase arts die in het Westen was opgeleid
- Saniya Habboub, eerste vrouwelijke Libanese arts die in het buitenland was opgeleid
- Susan La Flesche Picotte, de eerste vrouwelijke arts van Indiaanse afkomst
- Linda A. Pape, cardioloog, hoogleraar van de UMass Medical School
- Patricia Robertson, astronaut bij de NASA en arts
- Constance Stone, eerste Australische vrouwelijke arts
- Kazue Togasaki (1897-1992), een van de eerste twee Japanse vrouwen die afstudeerden in de geneeskunde in de VS.
- Jennie Kidd Trout, de eerste vrouwelijke arts in Canada
- Harriot Kezia Hunt, vrouwenactivist, leraar
- Elizabeth Reifsnyder, opende het eerste vrouwenziekenhuis in Shanghai

### Fictieve alumnae
- Michaela Quinn, de protagoniste van de televisieserie Dr. Quinn, Medicine Woman